# United States Road Racing Championship
United States Road Racing Championship, ofta förkortat USRRC, är ett amerikanskt sportvagnsmästerskap som anordnats av Sports Car Club of America (SCCA) i två omgångar.

## USRRC 1963–1968

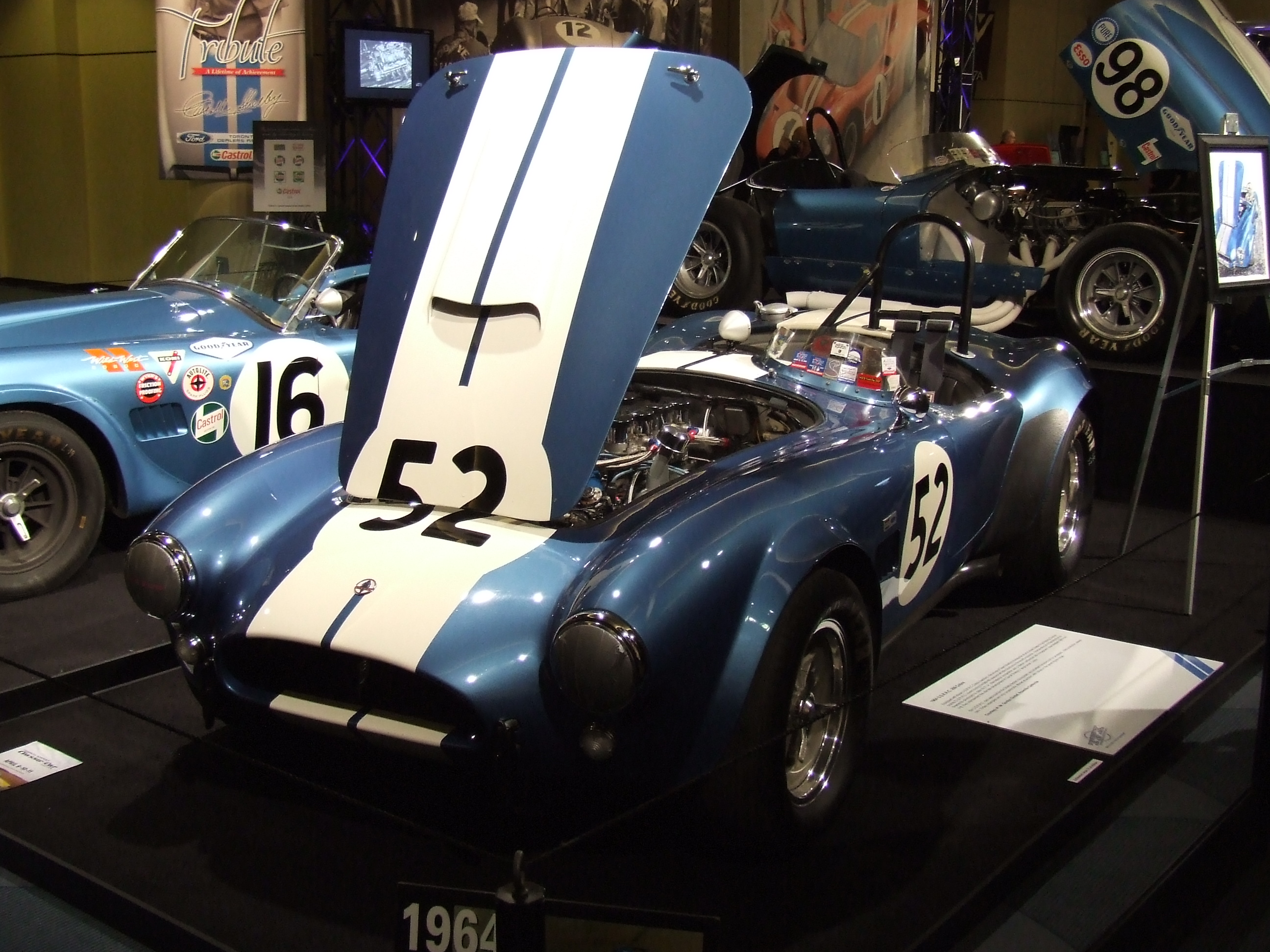
AC Cobra dominerade de första säsongerna.

United States Road Racing Championship var det första mästerskapet för professionella racerförare som startades av SCCA. De första säsongerna dominerades serien av GT-vagnar. Ganska snart förlorade serien i popularitet gentemot SCCA:s liknande Can-Am-serie, som slutligen ersatte USRRC efter 1968.

### Mästare
| År   | Förare         | Tillverkare     |
| ---- | -------------- | --------------- |
| 1963 | Bob Holbert    | AC Cobra        |
| 1964 | Jim Hall       | Shelby-American |
| 1965 | George Follmer | Shelby-American |
| 1966 | Chuck Parsons  |                 |
| 1967 | Mark Donohue   |                 |
| 1968 | Mark Donohue   |                 |

## USRRC 1998–1999
1998 återupplivade SCCA namnet United States Road Racing Championship på en ny serie som konkurrerade direkt mot IMSA GT Championship. Huvudklassen för sportvagnsprototyper återanvände beteckningen Can-Am. Efter två säsonger togs serien över av Grand American Road Racing Association och döptes om till Rolex Sports Car Series.

### Mästare
| År   | Can-Am                                   | GT1             | GT2                           | GT3          |
| ---- | ---------------------------------------- | --------------- | ----------------------------- | ------------ |
| 1998 | James Weaver                             | Thierry Boutsen | Scott Sansone Cameron Worth   | Ross Bentley |
| 1999 | Elliott Forbes-Robinson Butch Leitzinger |                 | Larry Schumacher John O'Steen | Cort Wagner  |